# 高天意
高天意（1998年7月1日—）是一名中国职业足球运动员，目前效力于中国足球协会超级联赛俱乐部上海申花。

## 球員生涯
2016年，高天意在中国足球协会甲级联赛球队深圳佳兆业开始了他的职业生涯。2017年2月13日，高天意转会到中超球队江苏苏宁足球俱樂部。2017年3月1日，高天意在2017年亞足聯冠軍聯賽对阵阿德莱德联足球俱乐部的比赛中首次代表江苏苏宁出场，他在第80分钟替补张晓彬上场。2017年3月5日，他在客场4-0击败上海申花的比赛中完成了他的中超联赛首秀。
2021年2月16日，北京国安宣布签约高天意，他身披15号球衣。
2022年3月，高天意首次代表国家队出场，帮助球队在世界杯预选赛中战平沙特队。2023年9月，高天意作为超龄球员参加亚运会足球比赛，担任中国队队长。